# Marius Kimutai
Marius Kimutai (10 december 1992) is een Keniaanse atleet, die gespecialiseerd is in de marathon.

## Loopbaan
Kimutai is het meest bekend om zijn overwinning bij de marathon van Rotterdam in 2017. Het jaar ervoor was hij derde geworden bij de marathon van Amsterdam in een persoonlijke recordtijd van 2:05.47. Zes jaar later won hij de marathon van Barcelona in een nieuw persoonlijk record van 2:05.06 uur. Op 10 april 2024 stuurde Marius Kimutai een ondertekend formulier Toelating van antidopingregelovertredingen en acceptatie van gevolgen terug, waarin hij bevestigde dat hij de overtredingen van de antidopingregels had toegegeven en de beweerde periode van uitsluiting had aanvaard. Op 15 april werd Marius Kimutai drie jaar geschorst wegens doping.

## Persoonlijke records
| Onderdeel      | Prestatie | Datum             | Plaats      |
| -------------- | --------- | ----------------- | ----------- |
| 10 km          | 28.07     | 22 september 2018 | Kapsabet    |
| 15 km          | 43.05     | 18 september 2021 | Valencia    |
| halve marathon | 1:04.27   | 14 augustus 2016  | Brazzaville |
| marathon       | 2:05.06   | 19 maart 2023     | Barcelona   |

## Palmares

### 10 km
- 2018:  Rabies Free Kenya - 27.08

### halve marathon
- 2016:  halve marathon van Madingou - 1:04.27
- 2017:  halve marathon van Porto - 1:00.07

### marathon
- 2012:  marathon van Brescia - 2:13.02
- 2013: 8e marathon van Porto - 2:25.15
- 2014:  marathon van Taiyuan - 2:13.16
- 2014:  marathon van Danzhou - 2:12.27
- 2015:  marathon van Chongqing - 2:13.45
- 2015:  marathon van Dalian - 2:15.18
- 2015:  marathon van Rennes - 2:09.14
- 2016:  marathon van Mumbai - 2:09.39
- 2016:  marathon van Dongying - 2:09.32
- 2016:  marathon van Amsterdam - 2:05.47
- 2017:  marathon van Rotterdam - 2:06.04
- 2017:  marathon van Ljubljana - 2:08.33
- 2018: 4e marathon van Seoel - 2:07.45
- 2019: 4e marathon van Chongqing - 2:10.37
- 2023:  marathon van Barcelona - 2:05.06